# Nebraska Legislature
Die Nebraska Legislature ist die oberste Legislative des US-Bundesstaates Nebraska. Die Parlamentarier treffen sich im Nebraska State Capitol in der Hauptstadt Lincoln, Lancaster County.
Nebraska ist der einzige US-Bundesstaat, der über ein Einkammersystem verfügt und in dem keine Parteizugehörigkeit zugelassen wird (“Nonpartisan”). Kein anderer Staat in den Vereinigten Staaten hat nur eine einzige Parlamentskammer, allerdings existieren in zwei US-Territorien, Virgin Islands und Guam, sowie der Council of the District of Columbia ebenfalls Einkammersysteme.

## Geschichtliche Entwicklung
Der Bundesstaat Nebraska hatte ursprünglich auch ein Zweikammersystem. Jedoch wurden mit der Zeit die Mängel dieses Systems offensichtlich. Gesetzesentwürfe gingen unter, da sich die beiden Kammern nicht auf eine gemeinsame Fassung einigen konnten. Ferner mussten die Beratungsausschüsse, die geschaffen wurden, um die verschiedenen Fassungen unter einen Hut zu bringen, sich in aller Stille treffen, was für ihr Vorgehen untragbar war. Nach einer kurzen Reise nach Australien 1931, machte sich George W. Norris für eine Reform stark. Er argumentierte, dass das Zweikammersystem grundsätzlich auf dem undemokratischen British House of Lords basiere und dass es unsinnig sei, zwei Kammern zu haben, wo die Leute dasselbe tun und folglich Geld verschwenden würden. Er verwies speziell auf den australischen Bundesstaat Queensland, der beinahe zehn Jahre zuvor ein Einkammerparlament angenommen hatte. 1934 stimmten die Wähler einer Verfassungsänderung zu, aufgrund der das Repräsentantenhaus mit den nächsten Wahlen 1936 aufgelöst wurde und seine Zuständigkeiten auf den Senat übergingen; dieser ist mit 49 Mitgliedern der kleinste in den Vereinigten Staaten.
Kampagnen, die dafür warben, dass die Nebraska Legislature sich zu einem Einkammersystem vereinigen sollten, gehen bereits auf das Jahr 1913 zurück, zeigten aber damals nur einen mäßigen Erfolg.:3 Für den Erfolg der Abstimmung über die Verfassungsänderung im Jahre 1934 wurden schon viele mögliche Gründe verantwortlich gemacht: der populäre US-Senator George Norris selbst, der ein eifriger Befürworter des Einkammersystems war; die Weltwirtschaftskrise, die den Wunsch nach Kostensenkung aufbrachte; die allgemeine Unzufriedenheit mit der Legislative des vorangegangenen Jahres; oder sogar die Tatsache, dass die Änderung zufälligerweise im selben Jahr zur Abstimmung stand wie die zur Legalisierung von Totalisator-Pferdewetten. Dieser Zufall half wohl beim Abstimmungserfolg, da die Pferdewettenlegalisierung ein dringenderes Thema war und deren Interessenten dafür warben, für alle neuen Zusatzartikel zu stimmen, um den Erfolg für die Legalisierung zu erhöhen.
Die neue Einkammerlegislative kam das erste Mal 1937 zusammen. Obwohl der Name der Parlamentskammer formell „Nebraska Legislature“ ist, werden ihre Abgeordneten landläufig als „Senatoren“ bezeichnet. In Nebraska ist die Legislative auch häufig als „The Unicameral“ bekannt.

## Struktur der Kammer
Die Parlamentskammer setzt sich aus 49 Abgeordneten zusammen, die jeweils einen Wahldistrikt repräsentieren. Die Senatoren werden jeweils für vierjährige Amtszeiten gewählt. Ferner sind die Amtszeiten so gestaffelt, dass immer die Hälfte der Abgeordneten alle zwei Jahre neu gewählt wird. Es dürfen nur Personen Senatoren werden, die eingeschriebene Wähler sind, über 21 Jahre sind und mindestens das letzte Jahr in ihrem Wahldistrikt gelebt haben. Gegenwärtig ist die Amtszeit eines Senators auf zwei Amtsperioden eingeschränkt. Ein Senator verdient 12.000 Dollar pro Jahr.
Die Abgeordneten werden in überparteilichen Wahlen ausgewählt. Eigentlich als eigenständige Vorwahlen gehalten, um Republikaner, Demokraten und andere Parteigänger für einen Sitz auszuwählen, verwendet Nebraska eine einzige Vorwahl, in welcher die zwei stärksten Kandidaten für das Rennen in die Parlamentswahl gehen. Es gibt keine formale Parteiausrichtung oder -gruppe innerhalb der Legislative. Koalitionen formieren sich stattdessen themenweise, basierend auf den Ansichten des Abgeordneten bzgl. der Rolle der Regierung, dem geographischen Hintergrund und dem Wahlkreis. Allerdings sind beinahe alle Mitglieder der Legislative entweder der Demokratischen oder Republikanischen Partei angeschlossen und beide Parteien unterstützen deutlich Kandidaten für die Legislativsitze.
Die Nebraska Legislature hält in einem ungeraden Jahr an 90 Arbeitstagen Sitzungen ab und in einem geraden Jahr an 60 Arbeitstagen. In Abwesenheit des Vizegouverneurs steht der Speaker of the House (seit 2017 Jim Scheer) den Plenarsitzungen vor, allerdings beschäftigt sich der Exekutivausschuss mit dem Tagesgeschäft. Der Ausschuss besteht aus dem Speaker, einem Vorsitzenden, einem stellvertretenden Vorsitzenden und sechs anderen Senatoren. Der Vorsitzende und stellvertretende Vorsitzende werden durch die ganze Legislative für eine zweijährige Amtszeiten gewählt. Die Senatoren werden in drei geographischbasierte „Caucuses“ klassifiziert, jeder der Caucus wählt dann zwei Ausschussmitglieder. Der Vorsitzende des Bewilligungsausschusses ist nicht stimmberechtigt, kann aber über Steuerangelegenheiten sprechen.
Die Legislative ist für die Gesetzgebung im Staat verantwortlich, jedoch hat der Gouverneur von Nebraska die Macht, gegen jeden Gesetzesentwurf ein Veto einzulegen. Die Legislative kann dann nur mit einer Drei-Fünftel-Mehrheit das Veto des Gouverneurs aufheben, d. h. 30 Abgeordnete müssen diesem zustimmen. Ferner hat die Legislative die Macht, durch eine Drei-Fünftel-Mehrheit Verfassungsänderungen durch die Wähler vorzuschlagen, die dann in einem Referendum entscheiden.

## Inoffizielle Zusammensetzung nach der Wahl im Jahr 2010
| Partei   | Partei                 | Abgeordnete |
| -------- | ---------------------- | ----------- |
|          | Republikanische Partei | 34          |
|          | Demokratische Partei   | 15          |
| Summe    | Summe                  | 49          |
| Mehrheit | Mehrheit               | 25          |